# Перепис населення корони Святого Стефана 1784 року
Перший, наближений до сучасного, перепис населення в Австрійській Імперії. Був здійснений видатним реформатором свого часу Імператором Йосифом II в межах Корони Святого Стефана, куди входила і територія сучасного Закарпаття. Відбувався з 16 липня 1784 по 1787 рік через значний спротив угорської аристократії та олігархії, що противились адміністративним, політичним та економічним змінам на своїх землях.

## Причини і результати

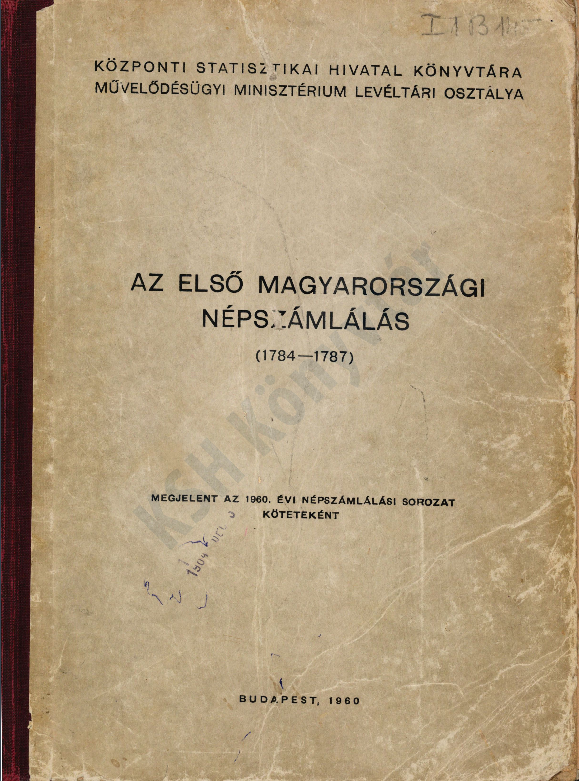
Обкладинка з видання матеріалів перепису у 1960 році.

16 липня 1784 р. Імператор Йосип II замовив перепис в Угорському Королівстві, Трансильванському князівстві та Хорватському королівстві. В Угорщині це був перший перепис, який охопив все населення, включно зі шляхтою.
Цей перепис має важливе значення для розуміння історії тих земель, оскільки він першим зібрав дані про тамтешнє населення та суспільство загалом на основі нових статистичних підходів. Мотивами до проведення перепису були плани зі зміни адміністративного устрою Угорського Королівства, введення більш ефективних методів оподаткування і управління. Прихованою метою ж було оцінити кількість можливих рекрутів, які підлягають набору до військової служби. Перепис населення був проведений у 1784—1787 роках військовими, за допомогою місцевих адміністрацій. За результатами перепису населення в Угорському Королівстві проживало 6,5 мільйона людей, в Хорватії — 650 тисяч, у Трансільванії — 1,5 мільйона.